# Elosua
Elosua es una entidad de población española del municipio de Vergara, perteneciente a la provincia de Guipúzcoa, en la comunidad autónoma del País Vasco.

## Historia
Hacia mediados del siglo XIX, el lugar, una anteiglesia ya por entonces perteneciente a Vergara, tenía contabilizada una población de 190 habitantes. Aparece descrito en el séptimo volumen del Diccionario geográfico-estadístico-histórico de España y sus posesiones de Ultramar de Pascual Madoz con las siguientes palabras:

ELOSUA: anteigl. y barrio del ayunt. y part. jud. de Vergara (1 leg.), en la prov. de Guipúzcoa, aud. terr. de Burgos (27), c. g. de las Provincias Vascongadas (Vitoria 8), dióc. de Calahorra (17). sit. en el elevado monte de su nombre que se estiende de N. á S. entre Azcoitia y Vergara: su clima es frio. Tiene 28 casas, igl. aneja de la de su ayunt. [San Andres], servida por el beneficiado mas moderno de aquella. Confina el térm. N. Plasencia; E. Azcoitia; S. Anzuola, y O. Vergara. El terreno es montuoso y escarpado, poco arbolado y abundante de pastos; hay 2 regatas que desaguan en el Deva y Urola. caminos: el de herradura que desde Vergara conduce á Azcoitia, pasando por esta anteigl. prod.: trigo, maiz y legumbres: cria de ganado vacuno, lanar y un poco caballar. pobl.: 28 vec. y 190 alm. contr. con su ayuntamiento. (V.)
(Madoz, 1847, p. 470)

En 2023, la entidad singular de población tenía empadronados trece habitantes.